# Temporada 2000-01 de los Washington Wizards
La temporada 2000-01 fue la vigesimoctava del equipo de Washington dentro del área metropolitana de Washington D. C. y la cuadragésima en sus diferentes localizaciones. La temporada regular acabó con 19 victorias y 63 derrotas, ocupando el decimocuarto puesto de la Conferencia Este, no logrando clasificarse para los playoffs.

## Elecciones en elDraft
| Ronda | Puesto | Jugador    | Posición | Nacionalidad   | Universidad/Club |
| ----- | ------ | ---------- | -------- | -------------- | ---------------- |
| 2     | 35     | Mike Smith | Alero    | Estados Unidos | Louisiana-Monroe |

## Temporada regular
| División Atlántico   | División Atlántico | División Atlántico | División Atlántico | División Atlántico | División Atlántico | División Atlántico | División Atlántico | División Atlántico |
| Equipo               | G                  | P                  | %                  | PD                 | Casa               | Fuera              | Div                |                    |
| -------------------- | ------------------ | ------------------ | ------------------ | ------------------ | ------------------ | ------------------ | ------------------ | ------------------ |
| y-Philadelphia 76ers | 56                 | 26                 | .683               | –                  | 29–12              | 27–14              | 18–6               |                    |
| x-Miami Heat         | 50                 | 32                 | .610               | 6                  | 29–12              | 21–20              | 15–10              |                    |
| x-New York Knicks    | 48                 | 34                 | .585               | 8                  | 30–11              | 18–23              | 16–9               |                    |
| x-Orlando Magic      | 43                 | 39                 | .524               | 13                 | 26–15              | 17–24              | 14–10              |                    |
| e-Boston Celtics     | 36                 | 46                 | .439               | 20                 | 20–21              | 16–25              | 11–13              |                    |
| e-New Jersey Nets    | 26                 | 56                 | .317               | 30                 | 18–23              | 8–33               | 8–16               |                    |
| e-Washington Wizards | 19                 | 63                 | .232               | 37                 | 12–29              | 7–34               | 3–21               |                    |

## Estadísticas

### Temporada regular
| Jugador             | PJ | PT | MPP  | %TC  | %3P  | %TL   | RPP | APP | ROB | TPP | PPP  |
| ------------------- | -- | -- | ---- | ---- | ---- | ----- | --- | --- | --- | --- | ---- |
| Juwan Howard†       | 54 | 54 | 36.7 | .474 |      | .770  | 7.0 | 2.9 | .9  | .4  | 18.2 |
| Richard Hamilton    | 78 | 42 | 32.3 | .438 | .274 | .868  | 3.1 | 2.9 | 1.0 | .1  | 18.1 |
| Courtney Alexander† | 27 | 18 | 33.7 | .448 | .389 | .857  | 3.0 | 1.5 | 1.1 | .1  | 17.0 |
| Mitch Richmond      | 37 | 30 | 32.9 | .407 | .338 | .894  | 2.9 | 3.0 | 1.2 | .2  | 16.2 |
| Christian Laettner† | 25 | 13 | 29.3 | .491 | .300 | .844  | 6.1 | 2.3 | 1.2 | .8  | 13.2 |
| Rod Strickland†     | 33 | 28 | 30.9 | .426 | .250 | .782  | 3.2 | 7.0 | 1.3 | .1  | 12.2 |
| Hubert Davis†       | 15 | 11 | 28.7 | .479 | .526 | .905  | 2.0 | 3.3 | .4  | .0  | 10.2 |
| Chris Whitney       | 59 | 31 | 26.0 | .387 | .375 | .894  | 1.8 | 4.2 | .9  | .1  | 9.5  |
| Jahidi White        | 68 | 56 | 23.7 | .498 | .000 | .567  | 7.7 | .3  | .5  | 1.6 | 8.6  |
| Tyrone Nesby†       | 48 | 22 | 25.5 | .366 | .291 | .807  | 2.7 | 1.4 | .9  | .3  | 8.4  |
| Felipe López†       | 47 | 38 | 23.6 | .436 | .207 | .732  | 3.4 | 1.6 | .9  | .4  | 8.1  |
| David Vanterpool    | 22 | 0  | 18.7 | .418 | .000 | .600  | 1.7 | 3.0 | 1.0 | .1  | 5.5  |
| Gerard King         | 45 | 3  | 15.7 | .511 |      | .800  | 2.9 | .7  | .3  | .2  | 4.8  |
| Calvin Booth†       | 40 | 22 | 16.0 | .440 |      | .733  | 4.4 | .6  | .4  | 2.0 | 4.5  |
| Laron Profit        | 35 | 12 | 17.3 | .394 | .269 | .733  | 1.8 | 2.5 | 1.0 | .3  | 4.3  |
| Loy Vaught†         | 14 | 0  | 11.2 | .521 |      | 1.000 | 3.6 | .5  | .4  | .1  | 3.9  |
| Michael Smith       | 79 | 29 | 20.4 | .486 | .000 | .578  | 7.1 | 1.3 | .7  | .5  | 3.8  |
| Cherokee Parks†     | 13 | 0  | 13.7 | .474 |      | .706  | 3.1 | .5  | .5  | .8  | 3.7  |
| Popeye Jones        | 45 | 1  | 14.2 | .392 | .167 | .745  | 4.9 | .7  | .4  | .2  | 3.6  |
| Obinna Ekezie†      | 29 | 0  | 9.4  | .416 |      | .698  | 2.6 | .3  | .2  | .2  | 3.5  |
| Mike Smith          | 17 | 0  | 10.6 | .322 | .167 | .625  | 1.3 | .6  | .3  | .2  | 3.0  |

- † Indica que el jugador jugó también en otro equipo durante la temporada. Las estadísticas reflejan únicamente el tiempo con los Wizards.

## Galardones y récords
| Jugador/Entrenador | Galardón                                |
| Courtney Alexander | 2.º Mejor quinteto de rookies de la NBA |